# Шендерович, Евгений Михайлович
Евгений Михайлович Шендерович  (26 апреля 1918 года, г. Ростов-на-Дону — 13 ноября 1999 года, Иерусалим) — пианист, педагог и композитор. Заслуженный артист РСФСР. Профессор Московской государственной консерватории, Иерусалимской и Тель-Авивской академий музыки имени С. Рубина.

## Биография
Евгений Михайлович Шендерович родился 26 апреля 1918 года в Ростове–на–Дону. Учился музыке в музыкальной школе у Я. С. Друскина, затем в музыкальном училище у педагога В. В. Шауба.
В 1945 году окончил Ленинградскую консерваторию (ныне Санкт-Петербургская консерватория имени Н. А. Римского-Корсакова). Ученик профессора М. Я. Хальфина, Л. В. Николаева, O. K. Калантаровой.
С началом Великой Отечественной ушел добровольцем на фронт, но вскоре был демобилизован по состоянию здоровья. С 1944 года выступал в Ленинградской областной филармонии, в 1948–1959 годах работал концертмейстером Ленинградской консерватории. В разное время  выступал с Е. Е. Нестеренко, Е. В.Образцовой, Б. А. Руденко, М. Л. Биешу, В.Малышевы, Г.Туфтиной,А. Днишевым, Э. Раутио,  Дж. Норман, скрипачом В.Либерманом.
Как аккомпаниатор участвовал во всесоюзных и международных конкурсах. Сотрудничал с композиторами Д. Д. Шостаковичем и Г. В. Свиридовым.
Одновременно занимался педагогической деятельностью: c 1959 года — преподаватель, с 1966 года — доцент Ленинградской консерватории. В 1976–1991 годах работал на кафедре концертмейстерского мастерства Московской государственной консерватории имени П. И. Чайковского. В 1986 году утверждён в звании профессора Московской государственной консерватории. Более 20 его учеников-исполнителей завоёвывали звание лауреатов конкурсов.
Уехав в 1991 году на жительство в Израиль, преподавал в Музыкальных академиях Иерусалима и Тель–Авива. Профессор Иерусалимской и Тель-Авивской академий музыки имени С. Рубина. В Израиле выступал с концертами в ансамблях с Сюзанной Порецкой, Ларисой Татуевой, Е. Черняком, Анной Скибинской и  другими израильскими вокалистами.
Евгений Михайлович Шендерович скончался 13 ноября 1999 года в Иерусалиме.

## Труды
Е. М. Шендерович является автором фортепианных пьес, романсов, музыки к драматическим спектаклям. Занимался обработками русских народных песен для голоса и фортепиано; писал статьи и брошюры по вопросам концертмейстерского мастерства, в т. ч.
«О преодолении пианистических трудностей в клавирах» (1962). 
В 1997 году в Иерусалиме написал книгу воспоминаний — «С певцом на концертной эстраде».

## Награды и звания
- Диплом  «За лучший аккомпанемент на конкурсе» (всесоюзные конкурсы вокалистов им. М. И. Глинки, 1960, 1962),
- Диплом  «За лучшую концертную программу» (1970)
- Диплом Международного конкурса им. П. И. Чайковского (1978).
- Заслуженный артист РСФСР (1981).